# Poolshoogte (navigatie)
Op het noordelijk halfrond is de poolshoogte de hoek tussen de noordelijke hemelpool en de horizon op de plaats van de waarnemer. De poolshoogte is gelijk aan de breedtegraad van de waarnemer en kan worden bepaald door de hoogte van de Poolster te meten met een sextant. Het bepalen van de poolshoogte of het "nemen" ervan, zoals de uitdrukking luidt is belangrijk geweest bij navigeren op plekken waar herkenningspunten of bakens ontbreken zoals op volle zee. Een en ander geldt analoog voor het zuidelijk halfrond.

## Cultuur
Een gezegde luidt: "ergens poolshoogte nemen", met de betekenis: onderzoeken  hoe de toestand op een bepaalde plaats of in een bepaalde kwestie is. Het eveneens gebruikte polshoogte nemen is taalkundig onjuist, mogelijk ontstaan door verwarring met het werkwoord polsen of de uitdrukking vinger aan de pols houden.